# 皮厄通 (伊利諾伊州)
皮厄通（英語：Peotone）是位於美國伊利諾伊州威爾縣的一個村落。

## 地理
皮厄通的座標為41°19′46″N 87°47′42″W / 41.32944°N 87.79500°W，而該地最高點為海拔高度215米（即705英尺）。

## 人口
根據2010年美國人口普查的數據，皮厄通的面積為4.84平方千米，當中陸地面積為4.84平方千米，而水域面積為0.00平方千米。當地共有人口24394人，而人口密度為每平方千米5,040人。